# Санохта
Санохта (Белая Санохта) — река в России, протекает в Городском округе Семёновский Нижегородской области. Устье реки находится в 146 км по правому берегу реки Керженец. Длина реки составляет 29 км, площадь водосборного бассейна — 279 км². На реке — город Семёнов.
Исток реки у деревни Родиониха в 12 км к северо-западу от города Семёнов. Река течёт на юго-восток, протекает деревни Федориха, Рождественское, Ларионово, Демьяново. В среднем течении протекает город Семёнов, в черте города на реке запруда. Впадает в Керженец десятью километрами юго-восточнее города.

### Притоки (км от устья)
- 2,1 км: ручей Боровичка (пр)
- 26 км: река Чернушка (пр)

## Данные водного реестра
По данным государственного водного реестра России относится к Верхневолжскому бассейновому округу, водохозяйственный участок реки — Волга от устья реки Ока до Чебоксарского гидроузла (Чебоксарское водохранилище), без рек Сура и Ветлуга, речной подбассейн реки — Волга от впадения Оки до Куйбышевского водохранилища (без бассейна Суры). Речной бассейн реки — (Верхняя) Волга до Куйбышевского водохранилища (без бассейна Оки).
По данным геоинформационной системы водохозяйственного районирования территории РФ, подготовленной Федеральным агентством водных ресурсов:
- Код водного объекта в государственном водном реестре — 08010400312110000034745
- Код по гидрологической изученности (ГИ) — 110003474
- Код бассейна — 08.01.04.003
- Номер тома по ГИ — 10
- Выпуск по ГИ — 0